# Brian Downey (Schauspieler)

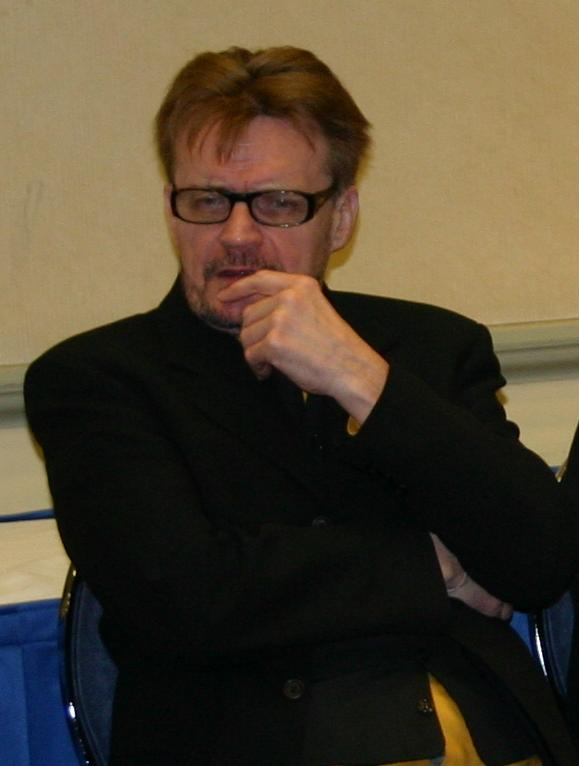
Brian Downey

Brian Downey (* 31. Oktober 1944 in Neufundland) ist ein kanadischer Schauspieler, Musiker und Schriftsteller. Seine bekannteste Rolle ist die des Stanley Tweedle aus der Fernsehserie Lexx – The Dark Zone.
Downey trat auch in diversen anderen Filmen und Serien auf, zum Beispiel in MillenniuM. Seine erste Rolle war 1986 in The Adventure of Faustus Bidgood. Downey hat eine lange berufliche Verbindung mit dem Schöpfer von Lexx, Paul Donovan, seit er 1988 von diesem für den Film Norman's Awesome Experience gecastet wurde.
Downey stellt üblicherweise Schurken, Feiglinge und Unsympathen dar. Er hat einen leicht neufundländischen Akzent.

## Filmografie (Auswahl)
- 1982: Joey
- 1986: The Adventure of Faustus Bidgood
- 1997–1998: Millennium – Fürchte deinen Nächsten wie Dich selbst (3 Folgen)
- 1997–2002: Lexx – The Dark Zone
- 2006: Das Konklave
- 2006: Candles on Bay Street
- 2007: Engel im Schnee (Snow Angels)
- 2007: Poor Boy’s Game
- 2007: Just Buried
- 2010: Whirligig
- 2010: Haven (Folge 1x12)
- 2011: Hobo with a Shotgun